# Andreas Ludvig Koop
Andreas Ludvig Koop (12. eller 13. april 1792 – 13. december 1849 i Rom) var en dansk historiemaler.
Koop var søn af tømmermester (den gang tømmersvend) Frederik Caspar Gottlieb Koop og Johanne Bolette født Jæger. Han begyndte efter sin konfirmation at besøge Kunstakademiet omkring 1807, men gik det langsomt og stødvis igennem, så at han først 1819 og 1820 vandt den mindre og den store sølvmedalje. I hvert af disse år solgte han et historisk billede til Den Kongelige Malerisamling. Hans talent synes også at have set ret lovende ud den gang, i det Christian August Lorentzen, C.W. Eckersberg og Johann Friderich Clemens kunne anbefale ham varmt til Fonden ad usus publicos, så at han i 1821 fik en pengeunderstøttelse. Han ilede nu til Rom, hvor han kom til at bo hos en italienerinde, der var enke efter arkitekt og tømmermester Thrane, Giacinta Maria Francesca født Giusti, som efter mandens død vendte tilbage til Rom. ”Hos og med hende” levede han i nogle år, men synes senere at have ægtet hende. Hans liv er fra nu af kun mærkeligt ved en sund og livskraftig personligheds håbløse kamp med et hensvindende talent. Efter at have forsøgt sig gentagne gange med store billeder i den historiske stil endte han med kummerlig at ernære sin familie med kopiering af romerske mesterværker og til sidst af moderne småbilleder i Thorvaldsens Samling. Han er dog næsten en mærkværdighed ved den udholdenhed, hvormed Fonden ad usus publicos understøttede ham (lige til 1832). Men så stoppede det; dog blev han i Rom indtil sin død, natten mellem 12. og 13. december 1849. 2. januar 1848 var hustruen død, en, som det synes, vindende personlighed, hvem B.S. Ingemann i hendes ungdom endog har besunget.

## Ekstern henvisning
- Andreas Ludvig Koop på Kunstindeks Danmark/Weilbachs Kunstnerleksikon